# HMNZS Taupo (P3570)
L'HMNZS Taupo (pennant number P3570) è un pattugliatore costiero della classe Lake della Regia Marina della Nuova Zelanda.

## Storia
Il pattugliatore litoraneo fu costruito a Whangārei dalla Tenix Defense e si basa su una nave di ricerca e soccorso modificata per la Tanod Baybayin ng Pilipinas, con un diverso design della sovrastruttura, nella cui costruzione fu utilizzata la saldatura ad attrito, rendendo Donovan Group la prima azienda neozelandese a utilizzare la tecnica.
Il Taupo venne consegnato al Ministero della difesa il 28 maggio 2009 ed entrò in servizio nella Royal New Zealand Navy il 29 maggio 2009. Il Taupo è la terza nave con questo nome a prestare servizio nella Regia Marina e prende il nome dal lago Taupo.